# Willy Fritsch
 (septembre 2024).
Si vous disposez d'ouvrages ou d'articles de référence ou si vous connaissez des sites web de qualité traitant du thème abordé ici, merci de compléter l'article en donnant les références utiles à sa vérifiabilité et en les liant à la section « Notes et références ».
Pour les articles homonymes, voir Fritsch.
Wilhelm Fritsch, dit Willy Fritsch, est un acteur allemand, né le 27 janvier 1901 à Kattowitz en Silésie (aujourd'hui en Pologne) et mort le 13 juillet 1973 à Hambourg. Depuis les premières œuvres de sa filmographie en 1921 jusqu'aux années 1960, il tourne dans près de 130 films. Fritsch est considéré comme une des plus populaires stars de cinéma allemand des années 1920 et 1930.

## Biographie
Fils de Lothar Fritsch, propriétaire d'une petite usine de machines-outils Fritsch & Brattig dans la Silésie prussienne, alors allemande, et de son épouse née Anni Bauckmann, Willy Fritsch déménage à Berlin en 1912, lorsque son père, ayant fait faillite, est employé par Siemens. Willy Fritsch y est d'ailleurs apprenti en 1915. Il donne aussi la réplique plus tard sur la scène du Grand Théâtre de Berlin (devenu plus tard le théâtre du Peuple). 
Fritsch est pris en 1919 aux cours de théâtre de Max Reinhardt et est engagé pour de petits rôles au Deutsches Theater. Il découvre le cinéma dans les années 1920, où il interprète des rôles de jeune premier et de séducteur aux côtés de Lilian Harvey, Henny Porten ou Ossi Oswalda. Son premier grand succès a été le rôle principal dans une production d'Erich Pommer, Sa femme l'inconnue en 1923. Il était nommé acteur permanent de l'Universum Film AG (UFA) ; la coopération avec les studios américains Paramount Pictures et Metro-Goldwyn-Mayer en matière de distribution (Parufamet) a fait sa réputation internationale. En 1925, il refusa une offre d'United Artists en raison de son manque de compétence linguistique.
À partir de la réalisation du film Mélodie du cœur en 1929, il joue pour le cinéma parlant, souvent dans des comédies musicales du genre schlager, où sa partenaire préférée (jusqu'en 1939) est souvent Lilian Harvey. Il remporte un grand succès avec Le Chemin du paradis (Die Drei von der Tankstelle), réalisé par Wilhelm Thiele, où il chante la célèbre chanson Ein Freund, ein guter Freund (Avoir un bon copain dans la version française chantée par Henri Garat), ou encore avec Le congrès s'amuse (1931) qui se passe à l'époque du congrès de Vienne en 1815.
Il enregistre des records d'audience et est connu dans tous les territoires germanophones et au-delà. Il se marie en 1938 avec la danseuse Dinah Grace qui lui donnera deux fils, Michael et Thomas. À cette époque, Willy Fritsch n'exprime pas de convictions politiques publiques, mais il prend par opportunisme sa carte au NSDAP.
Il s'installe à Hambourg après la guerre et interprète désormais des rôles de père, comme avec Romy Schneider dans Lilas blancs en 1953. Après la mort de sa femme en 1963, il s'éloigne petit à petit des écrans et de la scène.
Il est enterré au cimetière d'Ohlsdorf à Hambourg.

## Filmographie

### Années 1920
- 1921 : Miss Venus
- 1921 : Razzia : Heinrich
- 1922 : Der Heiratsschwindler : Kurt Asten
- 1922 : Der blinde Passagier
- 1923 : Hallig Hooge : Tetze Tetens
- 1923 : Sa femme l'inconnue de Benjamin Christensen
- 1924 : Guillotine
- 1924 : Mutter und Kind : Werner, son neveu
- 1925 : Le Rapide de l'amour : Charley
- 1925 : Der Farmer aus Texas : Akke
- 1925 : Le Danseur de Madame (Der Tänzer meiner Frau) d'Alexander Korda : Max de Sillery
- 1925 : Ein Walzertraum : le comte Nicolas Preyn
- 1925 : Das Mädchen mit der Protektion : Charles
- 1926 : Die Fahrt ins Abenteuer : Adam Bondy, le frère d'Ossi
- 1926 : Der Prinz und die Tänzerin
- 1926 : Die Boxerbraut : Fritz Spitz
- 1926 : Die keusche Susanne : René Boislurette
- 1926 : La Dame de l'Archiduc (Die Sieben Töchter der Frau Gyurkovics) de Ragnar Hyltén-Cavallius : le comte Horkay
- 1927 : Die selige Exzellenz
- 1927 : Der letzte Walzer : le comte Dimitri
- 1927 : Die Frau im Schrank
- 1928 : Schuldig : Frank Peters
- 1928 : Les Espions (Spione) : No. 326 (Donald Tremaine dans la version anglaise)
- 1928 : Der Tanzstudent
- 1928 : Die Carmen von St. Pauli : Klaus Brandt
- 1928 : Ungarische Rhapsodie : le lieutenant-comte Franz von Turoczy
- 1929 : Ihr dunkler Punkt : Erik Termeulen
- 1929 : La Femme sur la Lune (Frau im Mond) : Wolf Helius
- 1929 : Mélodie du cœur (Melodie des Herzens) de Hanns Schwarz (premier film allemand parlant) : János Garas

### Années 1930
- 1930 : Liebeswalzer : Bobby Fould
- 1930 : Hokuspokus : Peter Bille
- 1930 : Le Chemin du paradis (Die Drei von der Tankstelle) : Willy
- 1930 : Le Cambrioleur (Einbrecher) de Hanns Schwarz : Durand
- 1931 : Princesse, à vos ordres (Ihre Hoheit befiehlt) : le lieutenant Karl von Conradi
- 1931 : Im Geheimdienst : Thomas Higgins
- 1931 : Le congrès s'amuse (Der Kongreß tanzt) : l'empereur Alexandre Ier de Russie
- 1931 : Ronny de Reinhold Schünzel : le prince de Pérouse
- 1932 : Ein toller Einfall : Paul Lüders
- 1932 : Der Frechdachs : un jeune homme
- 1932 : Ein blonder Traum : Willy I
- 1932 : À moi le jour, à toi la nuit (Ich bei Tag und du bei Nacht) : Hans
- 1933 : Saison in Kairo : Tobby Blackwell, le fils
- 1933 : Walzerkrieg : Pauker Gustl
- 1933 : Des jungen Dessauers große Liebe : le prince Léopold Ier d'Anhalt-Dessau
- 1934 : La Jeune Fille d'une nuit de Roger Le Bon - Die Töchter ihrer Exzellenz de Reinhold Schünzel avec Käthe von Nagy : le comte Marenzi fils
- 1934 : Die Insel : Raak, attaché d'affaires
- 1934 : Turandot, princesse de Chine de Serge Veber - Prinzessin Turandot de Gerhard Lamprecht avec Käthe von Nagy : Kalaf
- 1935 : Amphitryon : Jupiter / Amphitryon
- 1935 : Schwarze Rosen : Erkki Collin
- 1936 : Boccaccio : Petruccicio
- 1936 : Laissez faire les femmes (Glückskinder) de Paul Martin : Gil Taylor
- 1937 : Menschen ohne Vaterland : l'Oberleutnant Maltzach
- 1937 : Les Sept Gifles (Sieben Ohrfeigen) : William Tenson MacPhab
- 1937 : Streit um den Knaben Jo : Hans Eckardt, le frère de Léontine
- 1937 : Gewitterflug zu Claudia : le capitaine Droste
- 1938 : Preußische Liebesgeschichte : le prince Guillaume de Prusse
- 1938 : Zwischen den Eltern : le Dr Hans Ravenborg
- 1938 : Das Mädchen von gestern Nacht : Stanley Stalton
- 1938 : En fils de soie - Am seidenen Fadende Robert A. Stemmle avec Käthe von Nagy : Richard Hellwerth
- 1939 : Frau am Steuer : Paul Banky
- 1939 : Die Geliebte : l'Oberleutnant von Warp

### Années 1940
- 1940 : Die unvollkommene Liebe : Thomas Holk
- 1940 : Die keusche Geliebte : Pierre Dugard, Plantagenbesitzer
- 1941 : Das leichte Mädchen : Dietz Frobelius
- 1941 : Dreimal Hochzeit : Alex
- 1941 : Leichte Muse : Pe Pe Müller
- 1941 : La Belle Diplomate (Frauen sind doch bessere Diplomaten) de Georg Jacoby : le chevalier von Karstein
- 1942 : Wiener Blut : le comte Georg von Wolkersheim
- 1942 : Attentat à Bakou (Anschlag auf Baku) : Hans Romberg, un officier allemand
- 1942 : Geliebte Welt : le Dr Blohm
- 1943 : Liebesgeschichten : Werner Lüdtke
- 1943 : Der kleine Grenzverkehr : Georg Rentmeister
- 1943 : Die Gattin : Walter Baumann
- 1944 : Junge Adler : Roth
- 1945 : Die tolle Susanne
- 1946 : Die Fledermaus : Warden Frank
- 1948 : Finale : le Dr Thomas Benninghoff
- 1949 : Hallo - Sie haben Ihre Frau vergessen : le Dr Hans Ollendorf
- 1949 : Zwölf Herzen für Charly : le Dr Wolfgang Amadeus Wagenbichler & Charly
- 1949 : Derby : Dahlen

### Années 1950
- 1950 : Kätchen für alles : Georg Vorster
- 1950 : Ombres du passé : Magnus
- 1950 : Die wunderschöne Galathee : Marcel Thomas
- 1950 : Mädchen mit Beziehungen : le Dr Kobel
- 1950 : König für eine Nacht : le roi Louis Ier de Bavière
- 1951 : La Beauté mène la danse : Jupp Holunder
- 1951 : Die verschleierte Maja
- 1951 : Ma verte bruyère : l'avocat
- 1951 : Die Dubarry : Louis Valmont
- 1952 : Mikosch rückt ein : le colonel von Körömsbös
- 1952 : Ferien vom Ich : le Dr Hartung
- 1952 : Pour l'amour d'une femme : Roberts Vater
- 1953 : Von Liebe reden wir später : le professeur Hollmann
- 1953 : Damenwahl : Herbert Blank
- 1953 : Lilas blancs (Wenn der weiße Flieder wieder blüht : Willy Forster
- 1954 : Les cloches n'ont pas sonné (Ungarische Rhapsodie) : le grand-duc
- 1954 : Par ordre du tsar : le grand-duc
- 1954 : Maxie : le directeur Walter Rhomberg
- 1954 : Weg in die Vergangenheit : Werner
- 1955 : Stern von Rio : Silvester
- 1955 : Drei Tage Mittelarrest : le major von Faber
- 1955 : Le Joyeux Vagabond
- 1955 : Liebe ist ja nur ein Märchen : le Dr Lindenberg
- 1955 : Le Chemin du paradis : le consul Willy Kossmann
- 1956 : Schwarzwaldmelodie : Herbert Olberg
- 1956 : Wo die alten Wälder rauschen : Harald Rehm
- 1956 : Das Donkosakenlied : le médecin en chef Burger
- 1956 : Solange noch die Rosen blüh'n : Richard Kühn
- 1956 : Le Chemin du paradis
- 1957 : Der schräge Otto : Alexander Korty
- 1958 : Zwei Herzen im Mai : Gesenius
- 1958 : Schwarzwälder Kirsch
- 1958 : Le péché commence avec Ève (Mit Eva fing die Sünde an) de Fritz Umgelter : Gregor
- 1959 : Tunisi top secret : le major Knickerbocker
- 1959 : Hubertusjagd : Otto Lindenberg

### Années 1960
- 1960 : Das gibt's doch zweimal
- 1960 : Liebling der Götter  : Gunzel
- 1960 : Wenn die Heide blüht : le Dr Erdman
- 1961 : Was macht Papa denn in Italien? : Hanselmann
- 1961 : Isola Bella : le consul Stülcken
- 1964 : Das hab ich von Papa gelernt : Clemens Andermann